# Biserica de lemn din Strâmtu, Gorj

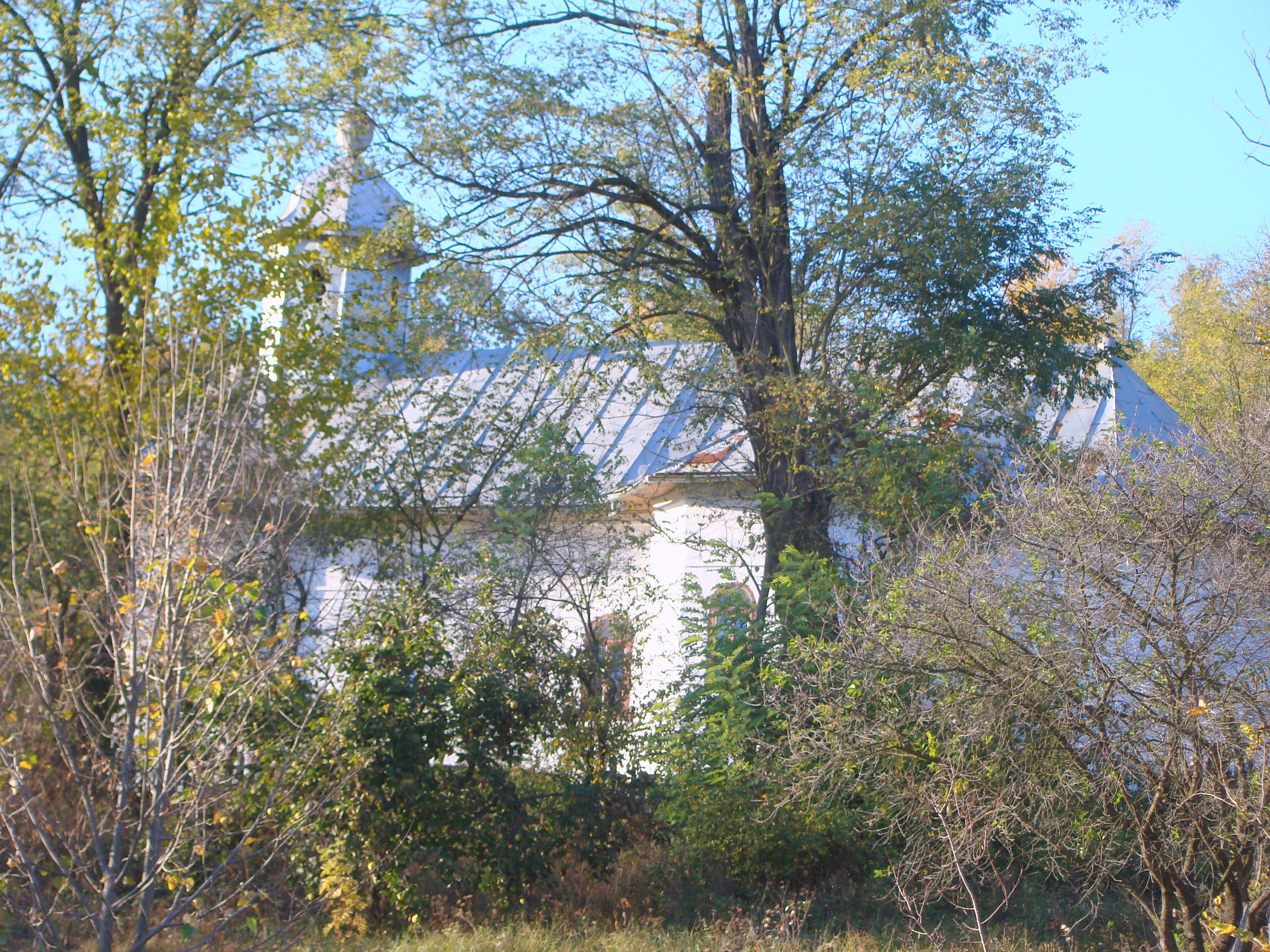
Biserica de lemn „Sfinții Voievozi” din Strâmtu, comuna Slivilești, județul Gorj, foto: octombrie 2018.

Biserica de lemn din Strâmtu, comuna Slivilești, județul Gorj, datează din anul 1900. Are hramul „Sfinții Voievozi”. 

## Istoric și trăsături
Vechea biserică a megieșilor din Strâmtu a fost reconstruită la 1900. În localitate a mai existat o biserică de lemn, cu hramul „Sfântul Ilie”, de la 1826. Se aflase pe locul numit „Coconul”, deținuse o pisanie chirilică, iar la mijlocul secolului XX se mai păstra din ea doar prestolul. Lemnul recuperat a fost folosit la ridicarea bisericii din Larga.